# 福留慧美
福留 慧美（ふくどめ さとみ、1997年11月23日 - ）は、日本の女子バレーボール選手である。

## 来歴
京都府京都市出身。2人姉妹の次女。小学3年次のとき、姉がバレーボールをしていたことをきっかけに自身もバレーボールを始めた。
2019年11月25日、V.LEAGUE DIVISION1のデンソーエアリービーズへの入団内定が発表。同期入団は松井珠己、横田真未。2020年に正式入団。
2022年、日本代表登録メンバーに選出された。ネーションズリーグの登録メンバーには選出されたが、ベンチ入りはなかった。それでも、2022年9月下旬より始まる世界選手権に向けた合宿メンバーに選出され、世界選手権の前哨戦であるパリオリンピックプレ大会にも出場。そして、世界選手権の日本代表メンバーに選出された。
2023年、パリ五輪予選に出場し正リベロとして活躍した。
2024年6月、海外挑戦のためデンソーを退団。9月にイタリアセリエA1のミラノ入団が発表された。
2025年7月、ヴィクトリーナ姫路に入団。

## 球歴
- 日本代表（2022年-）
  - 世界選手権 - 2022年
  - パリ五輪予選 - 2023年
  - ネーションズリーグ - 2023年、2024年、2025年
  - オリンピック - 2024年

## 所属チーム
- 京都市立醍醐小学校（和VBC）
- 京都市立樫原中学校
- 京都橘高等学校
- 龍谷大学
- デンソーエアリービーズ #19（2020-2024年）
- ヴェロ・バレー・ミラノ（2024-2025年）
- ヴィクトリーナ姫路（2025年-）

## 受賞歴
- 2019年 - 春季関西大学リーグ1部 ベストリベロ賞[18]

## 個人成績
V.LEAGUEの個人成績は下記の通り（ファイナルステージ、VCup含む）。
| 大会            | チーム          | 出場     | 出場        | アタック | アタック | アタック | アタック | バックアタック | バックアタック | バックアタック | バックアタック | アタック 決定本数 | ブロック | ブロック       | サーブ | サーブ         | サーブ   | サーブ | サーブ | サーブ   | サーブレシーブ | サーブレシーブ | サーブレシーブ | サーブレシーブ | 総得点      | 総得点      | 総得点   | 総得点      |
| --------------- | --------------- | -------- | ----------- | -------- | -------- | -------- | -------- | -------------- | -------------- | -------------- | -------------- | ----------------- | -------- | -------------- | ------ | -------------- | -------- | ------ | ------ | -------- | -------------- | -------------- | -------------- | -------------- | ----------- | ----------- | -------- | ----------- |
| 大会            | チーム          | 試 合 数 | セ ッ ト 数 | 打 数    | 得 点    | 失 点    | 決 定 率 | 打 数          | 得 点          | 失 点          | 決 定 率       | セ ッ ト 平 均    | 得 点    | セ ッ ト 平 均 | 打 数  | ノ 丨 タ ッ チ | エ 丨 ス | 失 点  | 効 果  | 効 果 率 | 受 数          | 成 功 ・ 優    | 成 功 ・ 良    | 成 功 率       | ア タ ッ ク | ブ ロ ッ ク | サ 丨 ブ | 得 点 合 計 |
| V1 2021-22      | デンソー        | 33       | 123         | 0        | 0        | 0        | -        | 0              | 0              | 0              | -              | -                 | 0        | -              | 0      | 0              | 0        | 0      | 0      | -        | 564            | 257            | 150            | 58.9           | 0           | 0           | 0        | 0           |
| V1 2020-21      | デンソー        | 20       | 40          | 0        | 0        | 0        | -        | 0              | 0              | 0              | -              | -                 | 0        | -              | 0      | 0              | 0        | 0      | 0      | -        | 81             | 45             | 16             | 65.4           | 0           | 0           | 0        | 0           |
| 通算：2シーズン | 通算：2シーズン | 53       | 163         | 0        | 0        | 0        | -        | 0              | 0              | 0              | -              | -                 | 0        | -              | 0      | 0              | 0        | 0      | 0      | -        | 645            | 302            | 166            | 59.7           | 0           | 0           | 0        | 0           |